# Oreodytes alpinus
Oreodytes alpinus là một loài bọ cánh cứng trong họ Bọ nước. Loài này được Paykull miêu tả khoa học năm 1798.